# 三屋静

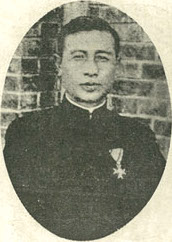
三屋静

三屋 静（みつや せい、1881年（明治14年）2月 - 1940年（昭和15年）7月22日）は、日本の教育者。台湾総督府官僚。

## 経歴
東京府東京市小石川区（現在の東京都文京区）出身。1901年（明治34年）、台湾総督府国語学校師範部を卒業し、教職に就いた。その後、1908年（明治41年）に東京高等師範学校国漢科を卒業。台北中学校教諭、台南中学校教諭を務め、1924年（大正13年）に嘉義中学校校長に就任した。1931年（昭和6年）、編修官・文教局編修課長に転じ、さらに視学官を兼ねた。1938年（昭和13年）からは台中師範学校校長を務めた。